# チョッパー作戦
チョッパー作戦は、ベトナム戦争において1962年1月12日におこなわれアメリカ軍が初めて本格的に参加した主要な作戦である。
1961年12月、米雑役空母コアがサイゴンにアメリカ陸軍のH-2182機を揚陸し、その12日後にチョッパー作戦が開始された。
これらのヘリコプターはベトナム共和国軍空挺兵1000人をサイゴンから16km離れた南ベトナム解放民族戦線の拠点だと疑われる地域に輸送した。ベトコンは意表をつかれ完敗したが、後の米軍との本格的な戦闘でも活用される貴重な経験もつんだ。この空挺兵らは求められていた電波送信機も奪取している。
この戦闘は朝鮮戦争からヘリコプターを導入し1952年に12のヘリ大隊が編成されてから進歩させてきたアメリカ陸軍にとって新時代のヘリボーン作戦の先駆けとなった。最終的に陸軍にとって現代の騎兵として用いられることになる。